# Александър Покришкин
Александър Иванович Покришкин (на руски: Александр Иванович Покрышкин, роден на 6 юли / 19 март 1913 г. в Новониколаевск; † 13 ноември 1985 г. в Москва) е съветски пилот, маршал от военновъздушните сили и трикратен Герой на Съветския съюз съюз.

## Биография
Покришкин вече е ентусиазиран да лети като ученик. Така той става член на Краснодарския аероклуб и се научава да пилотира там. През 1932 г. постъпва в Съветската армия. След основно обучение той се явява на обучение за военен пилот, но е решено участниците в курса да бъдат обучени за авиомеханици. През 1933 г. завършва техническо училище в Перм. Въпреки това, интересът му беше към летенето и след застъпничеството на пилота-изпитател Степан Супрун, когото срещна по време на спа престой в Хост близо до Сочи на Черно море през есента на 1935 г., той е приет за пилотно обучение, което той започва в Качинск през 1936 г. завършен. След това през есента на 1939 г. е назначен в 55-ти IAP (изтребителен авиационен полк) под командването на Виктор Петрович Иванов, където остава до април 1944 г. През 1941 г. е назначен за заместник на командира на ескадрилата Анатолий Соколов.

## През Втората световна война
Няколко седмици преди германското нападение срещу Съветския съюз неговата част е една от първите, оборудвани с изтребителя МиГ-3. Ескадрилата на Покришкин действа като зальот. Тя поема сглобените в Белзи МиГ-ове и ги прехвърли на базата в Маджаки. С този тип той постига и първата си въздушна победа над Bf 109 E близо до Ștefănești на 26 юни 1941 г. Малко след това Покришкин става командир на ескадрила с чин първи лейтенант. По време на боен полет неговият МиГ-3 е унищожен близо до Яшсвален от вражески зенитни оръжия. Покришкин успява да се върне в собствените си линии след аварийното кацане, при което получава нараняване на десния крак. По време на възстановяването си той започва да се фокусира интензивно върху подобряването на тактиката на въздушния бой, по-специално той критикува бойните тактики и маневри, които датират от предвоенния период, но все още се практикуват. Той говори открито и за слабостите на съветските бойни самолети, липсата на радиооборудване и неадекватното им въоръжение. Това срещна неодобрение от страна на началниците му и довежда до недоразбирателства. По инициатива на новия си командир на полка – Иванов е заменен от майор Краев през лятото на 1942 г. поради нараняване – той дори е временно изключен от комунистическата партия поради това. свален като командир на ескадрила и преследван от военен съд. С намесата на командира на дивизията полковник Волков обаче обвиненията са свалени. В крайна сметка неговите иновации, които са били изпробвани и тествани на практика, успяват да надделеят и Покришкин става важен модел за подражание за съветските пилоти на изтребители с тактиката за нападение „височина-скорост-маневра-огън!“, която разработи.
През есента на 1941 г. Покришкин е свален за втори път – този път от изтребители Bf-109 – и се приземява в средата на фронтовата линия. С помощта на някои съветски войници той транспортира повредения си самолет на изток на камион, но в крайна сметка трябва да го изостави и да го изгори, когато отстъпващите войски бяха обкръжени. След успешен опит за пробив се връща в поделението си. След това е назначен в авиационното училище в Серноград, за да обучава нови пилоти за своята част. Там той успява да усъвършенства разработените от него тактики и да ги обучава на младите пилоти. На 7 март 1942 г. неговият полк е удостоен със званието Гвардейски и е преименуван на 16-ти Гвардии армии полка. В полка летяха такива успешни пилоти като Григорий Речкалов, Борис Глинка и Андрей Труд .
През пролетта на 1942 г. Покришкин, заедно с други пилоти, тества заловени изтребители Bf-109 в Новочеркаск като част от специална група под командването на генерал Науменко и се запознава с летателните характеристики на самолета. След това се връща в частта си, преквалифицира се на Як-1, който неговият полк получава като замяна на МиГ-3, и е възстановен като командир на ескадрила. През лятото на 1942 г. той отхвърля предложението на главнокомандващия армията генерал Науменко да служи като заместник-командир на рота, оборудвана с новия тип Ла- 5 екипиран полк, също и защото там се е запознал с бъдещата си съпруга Мария, медицинска сестра. Женят се през есента на 1943 г.; През зимата на 1944 г. се ражда дъщеря им Светлана, последвана от сина им Саша. Той също се присъединява към комунистическата партия през 1942 г.
Малко по-късно Покришкин преминава към американския Bell P-39 „Аерокобра“, който е даден на Съветския съюз в големи количества от САЩ като част от Договора за наем, след американските, английските и френските въоръжени сили. Той е използвал този тип, отхвърлен поради липса на производителност. Следователно самият Покришкин пътува няколко пъти до Техеран, за да донесе копия на модела в Краснодар. Той лети с този тип около две години и постигна повечето от убийствата си на него. По време на боевете за кубанския плацдарм Покришкин обикновено лети под номер 13, по-късно преминава на 100. На 24 май 1943 г. с чин капитан, след 354 бойни полета и 54 въздушни боя с 19 въздушни победи, той получава званието „Герой на Съветския съюз“ за Първият път, вторият последван с чин майор 24 август 1943 г. след 455 полета и 30 въздушни победи. През октомври 1943 г. Покришкин поема 16-ти гвардейски полк на мястото на командира Краев, който е ранен при аварийно кацане. През зимата на 1943/44 г. той е призован в Москва, където маршалът на ВВС Новиков му предлага да поеме отдела за обучение на бойните пилоти. Покришкин отново отказва и настоява да остане в неговата част. В Москва той също има възможност да тества Як-3 и се запознава с неговия конструктор Александър Яковлевзная. Въпреки че дава висока оценка на маневреността на машината, той критикува слабото ѝ въоръжение. Това не беше изненадващо, тъй като той летеше на P-39, много тежко въоръжен самолет. Той също се свърза със Семьон Лавочкин и похвали неговия Ла-7.
На 19 август 1944 г. е повишен в чин полковник, едновременно с това получава командването на 9-та гвардейска изтребителна авиационна дивизия и за трети път е удостоен със званието „Герой на Съветския съюз“. Негов заместник е бившият му началник Краев, но поради продължаващото напрежение скоро беше преместен по молба на Покришкин. Отсега нататък Покришкин се посвещава на управлението на дивизията и много рядко изпълнява бойни мисии. През октомври 1944 г. полкът се преквалифицира на Ла-7. С 9-та гвардейска дивизия Покришкин пристига в Германия като част от 1-ви украински фронт в рамките на 2-ра въздушна армия на 2 май 1945 г., където първоначално е разположен в Гросенхайн и от средата на май до юни в Риза. При 560 бойни полета Покришкин постигна 59 въздушни победи, шест от които като групови победи, 48 от които в P-39. Това прави Покришкин вторият най-успешен съюзнически пилот – след Иван Кожедуб – във Втората световна война.
Покришкин участва в Московския парад на победата през 1945 г. като знаменосец на 1-ви украински фронт. След края на войната няколко пъти става депутат във Върховния съвет. През 1948 г. Покришкин завършва Академията „Фрунзе“, а през 1957 г. Академията на Генералния щаб. От 1968 до 1971 г. е заместник-командир на ПВО. През януари 1973 г. Покришкин става маршал на авиацията. От януари 1972 г. до 1981 г. е председател на ДОСААФ, след това от ноември 1981 г. е член на групата на главния инспектор на Министерството на отбраната.

## Книги от Александър Покришкин
- Покришкин, Александър. На изтребителя. Из записките на летеца.   София, Политическо управлние на войската, 1949. с. 179. (на български)
- Покришкин, Александър. Да опознаеш себе си в боя.   София, Военно издателство, 1989. с. 423. (на български)
- Покришкин, Александър. Небе на войната.   София, Военно издателство, 2013. с. 364. (на български)

## Воински звания
- Младший воентехник (декември 1933)
- Воентехник 2-го ранга (25.03.1936)
- Старший лейтенант (22.12.1939)
- Капитан (16.02.1942)
- Майор (8.04.1943)
- Подполковник (22.02.1944)
- Полковник (2.07.1944)
- Генерал-майор авиации (3.08.1953)
- Генерал-лейтенант авиации (18.02.1958)
- Генерал-полковник авиации (22.02.1963)
- Маршал авиации (16.12.1972)